# Octozaleptus harai
Genre
Espèce
Octozaleptus harai, unique représentant du genre Octozaleptus, est une espèce d'opilions eupnois de la famille des Sclerosomatidae.

## Distribution
Cette espèce est endémique du Népal.

## Publication originale
- Suzuki, 1966 : « Four phalangids from eastern Himalayas. » Japanese Journal of Zoology, vol. 15, no 2, p. 101–114.